# Martin Hašek (Fußballspieler, 1995)
Martin Hašek (* 3. Oktober 1995 in Liberec) ist ein tschechischer Fußballspieler.

## Karriere
Hašek machte am 2. August 2014 sein erstes Profispiel für den FK Pardubice in der zweiten tschechischen Liga beim 1:1 gegen den FC Sellier & Bellot Vlašim, nachdem er von Sparta Prag ausgeliehen wurde. Am 13. September 2014 schoss er sein erstes Ligator beim 1:0-Sieg gegen MFK Frýdek-Místek. Zur Rückrunde wechselte er auf Leihbasis zu Viktoria Žižkov. Zur neuen Saison 2015/16 wurde er erneut in die zweite tschechische Liga zu FC Sellier & Bellot Vlasim ausgeliehen um Spielpraxis zu sammeln.
In der Saison 2016/17 wurde er an Bohemians 1905 Prag in die erste tschechische Liga ausgeliehen. Nach einer erfolgreichen Saison entschied sich der Verein dazu Hašek im Juli 2017 fest zu verpflichten. Sparta Prag sicherte sich eine Rückkaufaktion für den Mittelfeldspieler.
Nach zwei Jahren wechselte er am 28. Dezember 2018 zurück zu Sparta Prag. Dort spielte er im zentralen Mittelfeld als Stammspieler. Nachdem er in der Winterpause 2020 nicht mit ins Trainingslager nach Spanien reisen wollte, um einen Wechsel zu forcieren, wurde er in das Reserveteam versetzt. Im März 2020 löste er den Vertrag mit dem Klub einseitig auf.
Am 5. Januar 2021 verpflichteten die Würzburger Kickers Hašek. Sein erstes Spiel machte er einen Tag später beim 1:1 gegen den FC St. Pauli. Gegen den Hamburger SV gelang ihm beim 3:2-Sieg am 22. Spieltag sein erstes Tor in der zweiten Bundesliga. Nach dem Abstieg der Würzburger verließ er den Verein wieder und schloss sich dem türkischen Zweitligisten BB Erzurumspor an.

## Privates
Sein Vater ist der ehemalige Fußballspieler und spätere -trainer und -funktionär Martin Hašek (* 1969). Sein jüngerer Bruder Filip (* 1997) schaffte ebenfalls den Sprung in den Profifußball.
Der Onkel der beiden ist der ehemalige Eishockeytorwart Dominik Hašek, ein Bruder ihres Vaters.